# Елена Таирова
Елена Таирова (блр. Алена Таірава, Alena Tairava; рус. Елена Таирова; 28. август 1991 – 16. март 2010) је била белоруска и руска шахисткиња, са звањем интернационалног мајстора и женског велемајстора.
Таирова освојила Европско првенство у групи девојчице до 10 година 2001. године, играјући за Белорусију, и првенство света у групи девојчице до 14 година у 2005. години. Била је другопласирана не Европском првенству у групи девојчице до 12 година 2003. године и на Европско првенство у групи девојчице до 14 година 2004. године. Она је освојила и бронзану медаљу на првенству света у групи девојчице до 14 година.
Таирова је добила титулу женски велемајстор у 2006. години и интернационални мајстор у 2007. години. Освојила је првенство Русије за девојке до 20 година 2006. године. У децембру исте године је била другопласирана на суперфинал руског женског првенства.
У мају 2007. године, Таирова играла на петој табли за руски тим који је освојио сребрну медаљу на 1. женском екипном шаховском светском првенству у Јекатеринбургу.
У јулу 2007. године, она је заузела треће место на турниру Даме велемајстори у Бад-Хомбург, иза Чжао Шуе и Елизабет Петц.
У 2007. години учествовала је у мечу Русија против Кине одговарају и поделила прво место у руском Суперфиналу 2007. године, победивши Надежду Косинцева, између осталих.
Дана 16. марта 2010, Таирова је умрла од хроничне необјављене болести у узрасту од 18 година.